# Amphicallia quagga
Amphicallia quagga là một loài bướm đêm thuộc phân họ Arctiinae, họ Erebidae.